# イソマグロ
イソマグロ（磯鮪、学名 Gymnosarda unicolor） は、スズキ目・サバ科に分類される魚の一種。インド太平洋の熱帯域に広く分布する大型肉食魚で、釣りの対象として人気がある。地方名としてイソンボ、タカキン（奄美）、トカキン（沖縄、奄美）などがある。
「マグロ」とつくが、本種は1種のみでイソマグロ属 Gymnosarda を構成し、マグロとは属が異なる。

## 特徴
成魚は全長1mほどだが、2mに達するものもいる。いわゆるマグロ類よりも下顎が厚くがっしりしており、顎には鋭い歯が並ぶ。また、体型も前後に細長い。鱗は目の後ろ、胸鰭から側線周辺にしかない。また、側線は体の後半部で波打つ。体色は背側がくすんだ藍色、腹側が銀白色をしている。近縁のハガツオとは背中に縦線模様がない点で区別できる。

### 分布
南日本からポリネシア、オーストラリア北岸、紅海、アフリカ東岸まで、インド洋と西太平洋の熱帯域に広く分布する。和名通り外洋に面した沿岸部や島嶼の周辺に多く、日本でも伊豆・小笠原諸島や南西諸島に多い。
数十尾ほどの小さな群れを作り、岩礁やサンゴ礁の斜面周辺を遊泳する。食性は肉食性で、同様の環境を好むムロアジやタカサゴなどの魚やイカを捕食する。

## 利用
海岸近くに生息する大型魚で引きも激しいため、釣りの対象として人気がある。スクーバダイビングでの観察対象となることもある。ルアーやトローリングでも釣れる。
一本釣りや延縄漁、沖永良部島では追い込み漁で漁獲されるが、脂肪が少なくさっぱりとした味である。焼き魚や唐揚げなどで食べられるが、大型個体はシガテラ中毒の可能性もあり注意を要する。